# إلياس (نظام)
إلياس أو (نظام التعلم والمعلومات المتكامل والتعاون في العمل) أو (بالألمانية: Integriertes Lern-, Informations- und Arbeitskooperations-System)، هو نظام إدارة تعلم مفتوح المصدر عبر الويب. يدعم إدارة المحتوى التعليمي (بما في ذلك الامتثال لمعيار SCORM 2004) وأدوات للتعاون والاتصال والتقييم والتقييم. يتم نشر البرنامج تحت رخصة جنو العمومية، ويمكن تشغيله على أي خادم يدعم PHPو MySQL.

## تاريخ
إلياس هو أحد أوائل أنظمة إدارة التعلم التي تم استخدامها في الجامعات. تم تطوير نموذج أولي منذ نهاية عام 1997 ضمن مشروع "فيرتوس" في كلية الإدارة والاقتصاد والعلوم الاجتماعية في جامعة كولونيا، وذلك بالمبادرة وتنظيم وولفغانغ ليدهولد. في 2 نوفمبر 1998، تم نشر الإصدار الأول لنظام إلياس لإدارة التعلم (ILIAS) وتوفيره للتعلم في كلية إدارة الأعمال والاقتصاد والعلوم الاجتماعية في كولونيا. نظرًا لزيادة الاهتمام من قبل الجامعات الأخرى، قرر فريق المشروع نشر إلياس كبرمجيات مفتوحة المصدر تحت رخصة GPL في عام 2000. بين عامي 2002 و 2004، تم تطوير إصدار جديد من إلياس تحت اسم "إلياس 3". في عام 2004، أصبحت إلياس أول نظام إدارة تعلم مفتوح المصدر يتوافق بالكامل مع معيار سكورم (نموذج مرجع كائن المحتوى القابل للمشاركة) 1.2. وُصِل إلى توافق سكورم 2004 مع الإصدار 3.9 اعتبارًا من نوفمبر 2007.

## مفهوم
فكرة إلياس هي توفير بيئة مرنة للتعلم والعمل عبر الإنترنت مع الأدوات المتكاملة. إلياس يتجاوز فكرة أن التعلم مقتصر على الدورات كما يفعل العديد من أنظمة إدارة التعلم الأخرى. يُمكن اعتبار إلياس بدلاً من ذلك كنوع من المكتبة التي توفر مواد التعلم والعمل في أي مكان في المستودع. هذا يتيح إمكانية تشغيل إلياس كمنصة معرفية مفتوحة حيث يمكن أن يتاح المحتوى أيضًا للمستخدمين غير المسجلين. بذلك، يمكن استغلال إلياس كمنصة مفتوحة المصدر توفر المحتوى للجميع بدون قيود.

## سمات
تقدم إلياس الكثير من الميزات لتصميم الدورات التدريبية عبر الإنترنت وإدارتها، وإنشاء محتوى تعليمي، وتقديم التقييمات والتمارين، وإجراء الاستطلاعات ودعم التواصل والتعاون بين المستخدمين.

### سطح المكتب الشخصي
إلياس يتميز بفكرة مفهوم سطح المكتب الشخصي والمستودع. المستودع يحتوي على جميع المحتوى والدورات التدريبية والمواد المنظمة في فئات وموصوفة بواسطة البيانات الوصفية، بينما يعد سطح المكتب الشخصي مساحة عمل فردية لكل متعلم ومؤلف ومعلم ومسؤول. هذا السطح الشخصي يتضمن عناصر محددة من المستودع، مثل الدورات التي تمت زيارتها حاليًا أو منتديات مثيرة للاهتمام، بالإضافة إلى أدوات معينة مثل البريد ووضع العلامات والتقويم وكذلك المحفظة الإلكترونية والمدونات الشخصية.

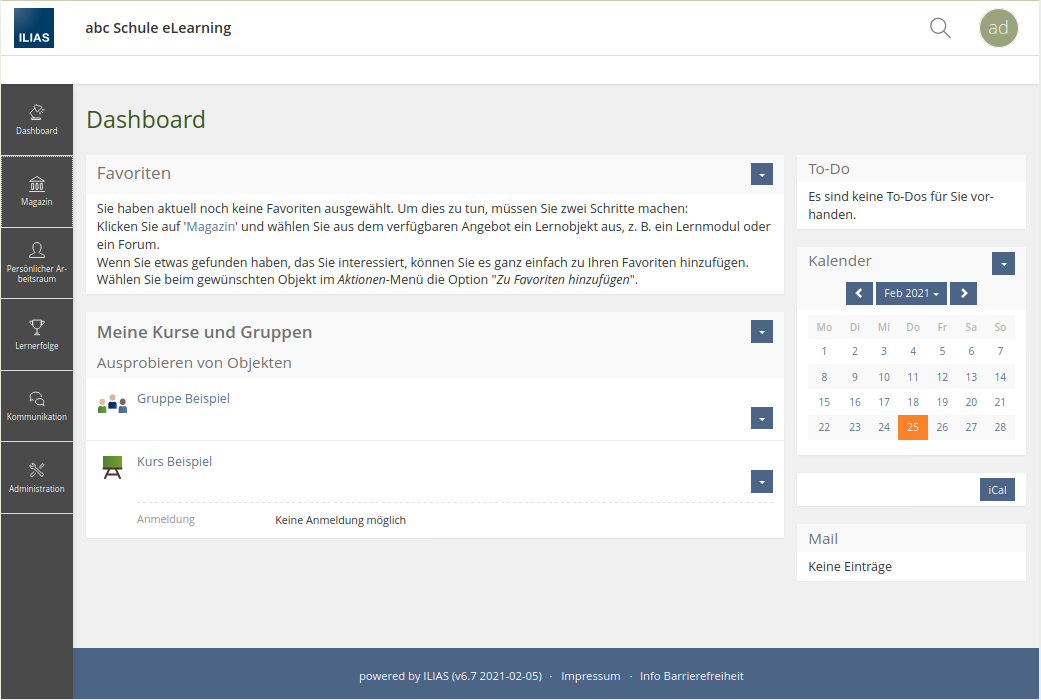
لوحة التحكم في إلياس 6

- قائمة الدورات والمجموعات ومصادر التعلم المختارة
- الملف الشخصي والإعدادات مثل كلمة المرور ولغة النظام
- إدارة المرجعية
- مذكرات شخصية
- مواجز الويب الخارجية
- أخبار داخلية
- مساحة العمل الشخصية
- المدونات
- المحفظة الإلكترونية
- تقويم
- بريد داخلي
- تقدم التعلم الشخصي

### تعلم إدارة المحتوى
إلياس المستودع يتميز بخصائص هامة تشمل إنشاء وعرض وإدارة جميع محتويات التعلم، وكذلك المنتديات وغرف الدردشة والاختبارات والاستطلاعات، بالإضافة إلى الفصول الدراسية الافتراضية والأدوات الخارجية الأخرى في المستودع وفئاته. يُسهِّل هذا التنوع والتكامل على المتعلمين الاستفادة من المحتوى التعليمي بدون الحاجة لبناء دورات تعليمية، كما يمكن استخدام إلياس كقاعدة معرفية أو موقع ويب. يتم منح الوصول إلى جميع عناصر المستودع عن طريق نظام التحكم في الوصول المستند إلى الدور (RBAC) لـ إلياس، حيث يتم تنظيم المستودع على شكل شجرة مع عقدة جذر ومستويات متعددة، ويُخصَّص كل عنصر من عناصر المستودع لعقدة واحدة في شجرة RBAC.
إلياس يقدم أربعة أنواع من الحاويات لتقديم المحتوى.
- فئات
- بما في ذلك الدورات. إدارة الأعضاء
- المجموعات بما في ذلك. إدارة الأعضاء
- المجلدات (داخل الدورات والمجموعات)

يمكن توسيع كائنات الحاويات باستخدام محرر الصفحة لإضافة نصوص أو صور أو فيديوهات إلى الصفحة.
تُعامل كافة كائنات المحتوى كمراجع، يمكن نقلها أو نسخها أو ربطها بالفروع الأخرى لشجرة المستودع. يمكن ربط ملف حُمِّل بالفعل عدة مرات في دورات وفئات مختلفة دون تحميله مرة ثانية.

### إدارة الدورة
- إعدادات التسجيل
- إدارة المصادر التعليمية
- وقت التشغيل / الوصول المشروط
- تتبع تقدم التعلم للأعضاء
- معرض الأعضاء وخريطة (جوجل)
- أخبار وإعلانات الدورة

### تعاون
- إدارة المجموعة
- ميزة توعية (من متصل؟ )
- تصدير vCard
- مشاركة الملفات
- ويكي

### تواصل
- المراسلة الداخلية
- محادثة
- المنتدى
- البث
- المكون الإضافي إيثرباد / Edupad

### الاختبار / التقييم
- أنواع الأسئلة: الاختيار من متعدد، ملء الفراغات، العددية، المطابقة، الترتيب، النقاط الفعالة، المقال
- مجموعات الأسئلة لإعادة استخدام الأسئلة في الاختبارات المختلفة
- التوزيع العشوائي للأسئلة والاختيارات
- استيراد وتصدير IMS-QTI
- الامتحانات عبر الإنترنت
- التحكم في تقدم التعلم

### تقييم
- استطلاعات شخصية ومجهولة المصدر
- أنواع الأسئلة: اختيار من متعدد ، مصفوفة ، إجابة مفتوحة
- مجمعات لإدارة الأسئلة وإعادة استخدامها
- تحليل التقرير عبر الإنترنت
- تصدير CSV و Excel لنتائج المسح

### تعلم المحتوى / التأليف
- تنسيق مستند التعلم المستند إلى XML ، وتصديره إلى HTML و XML و SCORM
- SCORM 1.2 (معتمد لمستوى توافق SCORM LMS-RTE3)
- SCORM 2004 (مُعتمدة كـ LMS لـ SCORM 2004 الإصدار الثالث)
- AICC
- OpenOffice.org وأداة استيراد LibreOffice (eLAIX)
- دعم LaTeX
- استيراد موقع HTML
- ويكي
- إدارة الملفات (كل الصيغ)

### إدارة
- إدارة الأدوار (الأدوار العالمية ، الأدوار المحلية ، قوالب الأدوار)
- إدارة المستخدم
- المصادقة CAS و LDAP وSOAP وRADIUS و Shibboleth
- قوالب / أشكال تخطيط فردية
- دعم لعدة عملاء
- دفع PayPal
- قوالب تعليمية
- الإحصاء وإدارة تقدم التعلم
- واجهة SOAP

## روابط خارجية
- الموقع الرسمي

### فهرس
- ماتياس كونكيل: Das offizielle ILIAS 4-Praxisbuch: Gemeinsam online lernen، arbeiten und kommunizieren. 1. أوفلاج. أديسون ويسلي ، ميونخ 2011 ،(ردمك 978-3-8273-2963-9) .